# کریس سیریلو
کریس سیریلو (انگلیسی: Chris Ciriello؛ زادهٔ ۱ اکتبر ۱۹۸۵) ورزشکار هاکی روی چمن اهل استرالیا است.
وی در مسابقات کشوری و بین‌المللی در مجموع برندهٔ ۵ مدال طلا، ۲ مدال برنز شده‌است.